# Ethylen-Propylen-Dien-Kautschuk
Ethylen-Propylen-Dien-Kautschuke (Kurzzeichen EPDM, Ethylen-Propylen-Dien; M-Gruppe) sind Terpolymere aus Ethylen, Propylen und einem nicht näher festgelegten Dien. EPDM gehört zu den Synthesekautschuken mit gesättigter Hauptkette (nach DIN ISO 1629: M-Gruppe). Kautschuke mit ungesättigter Hauptkette, wie z. B. Naturkautschuk oder Styrol-Butadien-Kautschuk, zählen hingegen zur R-Gruppe. EPDM-Kautschuke besitzen dafür Doppelbindungen in den Seitenketten und sind daher ebenfalls mit Schwefel vulkanisierbar.
Das gummielastische Material EPDM wird industriell vielseitig verwendet, z. B. für Profile im Automobil- und Gerätebau, für Förderbänder, Schläuche für Wasch- und Spülmaschinen, Dichtungen in Wasserarmaturen, für Kabelummantelungen etc. Bei Gebäuden dienen EPDM-Dichtungsbahnen zur Abdichtung der Sohle, Keller, Tür- und Terrassenelemente sowie Dächer. Außerdem können sie als Teichfolie zur Abdichtung von Folienteichen eingesetzt werden (Schwimmteiche und Wasserbecken).

## Bezeichnung
In der Regel wird für Ethylen-Propylen-Dien-Kautschuk im alltäglichen Sprachgebrauch das international gebräuchliche Kurzzeichen EPDM verwendet. Das M steht dabei ursprünglich für Kautschuke der M-Gruppe nach DIN ISO 1629 mit gesättigter Hauptkette. Nach der DIN ISO 1629 orientiert sich die Bezeichnung der unterschiedlichen Kautschuke am Aufbau ihrer Polymerstruktur. Der letzte Buchstabe in der Bezeichnung beschreibt den Aufbau seiner Hauptkette, während die ersten Buchstaben einen Hinweis auf das Monomer geben.
Eingebürgert hat sich jedoch auch die Rückübersetzung des Kurzzeichens EPDM als „Ethylen-Propylen-Dien-Monomer-Kautschuk“ oder auch verkürzt als „Ethylen-Propylen-Dien-Monomer(e)“. Letzteres ist eigentlich nicht korrekt, da EPDM ein Polymer ist.

## Geschichte
Die industrielle Produktion von EPDM in größerem Maßstab begann, nachdem in den 1950er Jahren die Chemiker Karl Ziegler in Deutschland und Giulio Natta in Italien mittels spezieller Mischkatalysatoren das Polymerisationsverfahren zur Entwicklung komplexer Kunststoffe entscheidend verbessern und vereinfachen konnten (Ziegler-Natta-Verfahren). So wurde erstmals eine rentable Herstellung des Synthesekautschuks möglich. 1963 erhielten die beiden Wissenschaftler gemeinsam den Chemie-Nobelpreis für ihre Verfahrensentwicklung.
Seither findet das Material breite Anwendung überall dort, wo es auf robuste, gegen UV-, Ozon, Säuren- und mechanische Belastungen resistente Abdichtungswerkstoffe ankommt. 1968 wurde das erste Flachdach in Europa mit EPDM abgedichtet, das noch heute im Einsatz sein soll.

## Herstellung
Die Herstellung erfolgt mit Metallocen oder Ziegler-Natta-Katalysatoren auf Basis von Vanadium-Verbindungen und Aluminium-Alkyl-Chloriden. Als Dien werden unkonjugierte Diene (Diene, bei denen die in der Verbindung enthaltenen Doppelbindungen abwechselnd mit einer Einfachbindung aufgeführt sind) eingesetzt, von denen lediglich eine Doppelbindung an der Polymerkettenbildung beteiligt ist, so dass weitere Doppelbindungen außerhalb des direkten Kettengerüsts verbleiben und im Gegensatz zu Ethylen-Propylen-Copolymer (EPM) auch mit Schwefel vulkanisiert werden können, während EPM nur peroxidvernetzt werden kann. Als Dien-Komponente werden Dicyclopentadien (DCP), 1,4-Hexadien oder Ethylidennorbornen (ENB, IUPAC: 5-Ethyliden-2-norbornen) eingesetzt. Die Diene unterscheiden sich bezüglich der Vernetzungsgeschwindigkeit. DCP hat die niedrigste, ENB die höchste Reaktivität. Bezüglich der Kosten ist die Reihenfolge umgedreht.

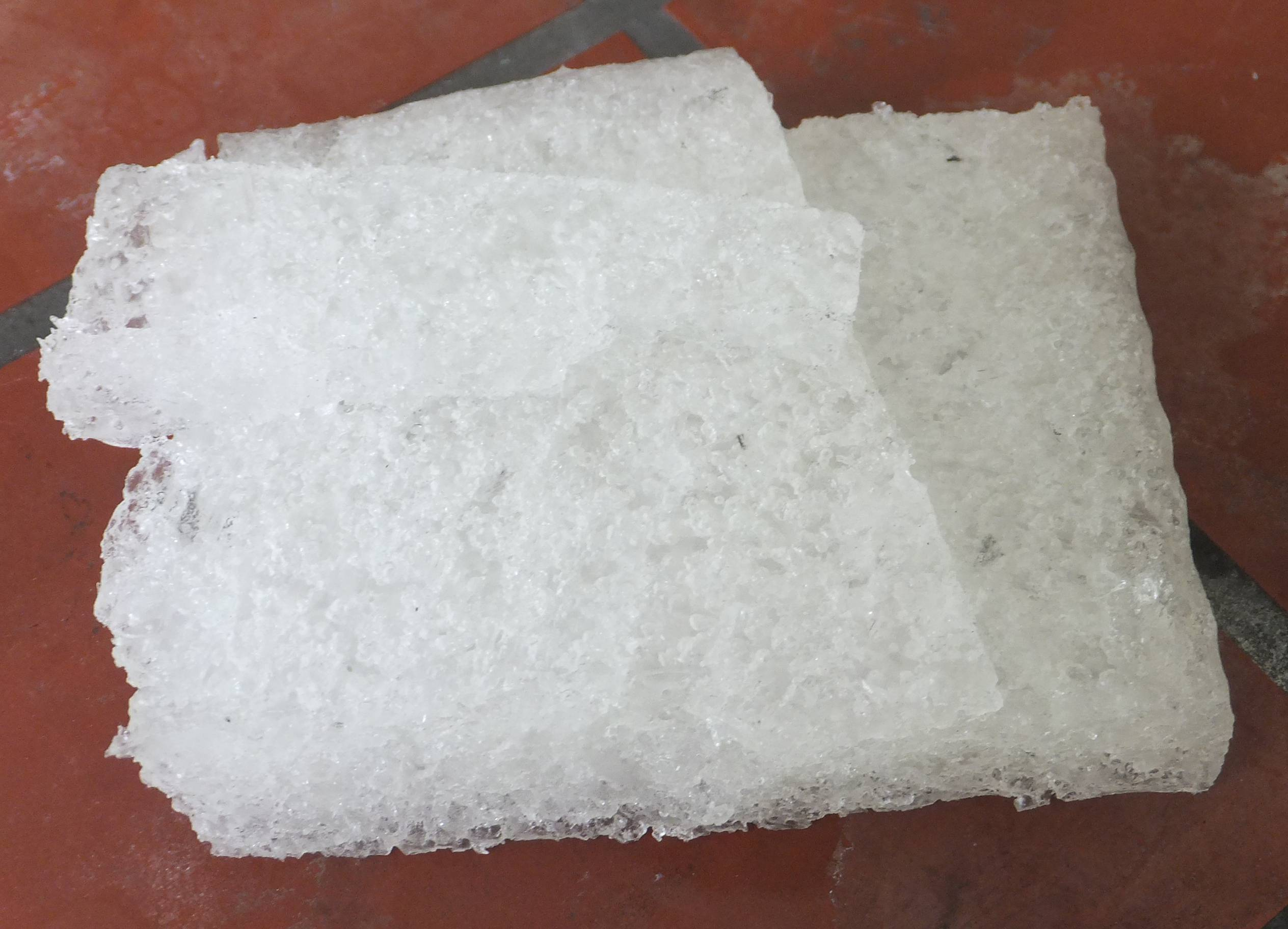
EPDM-Polymer, Typ Keltan von Lanxess, 200 Gramm

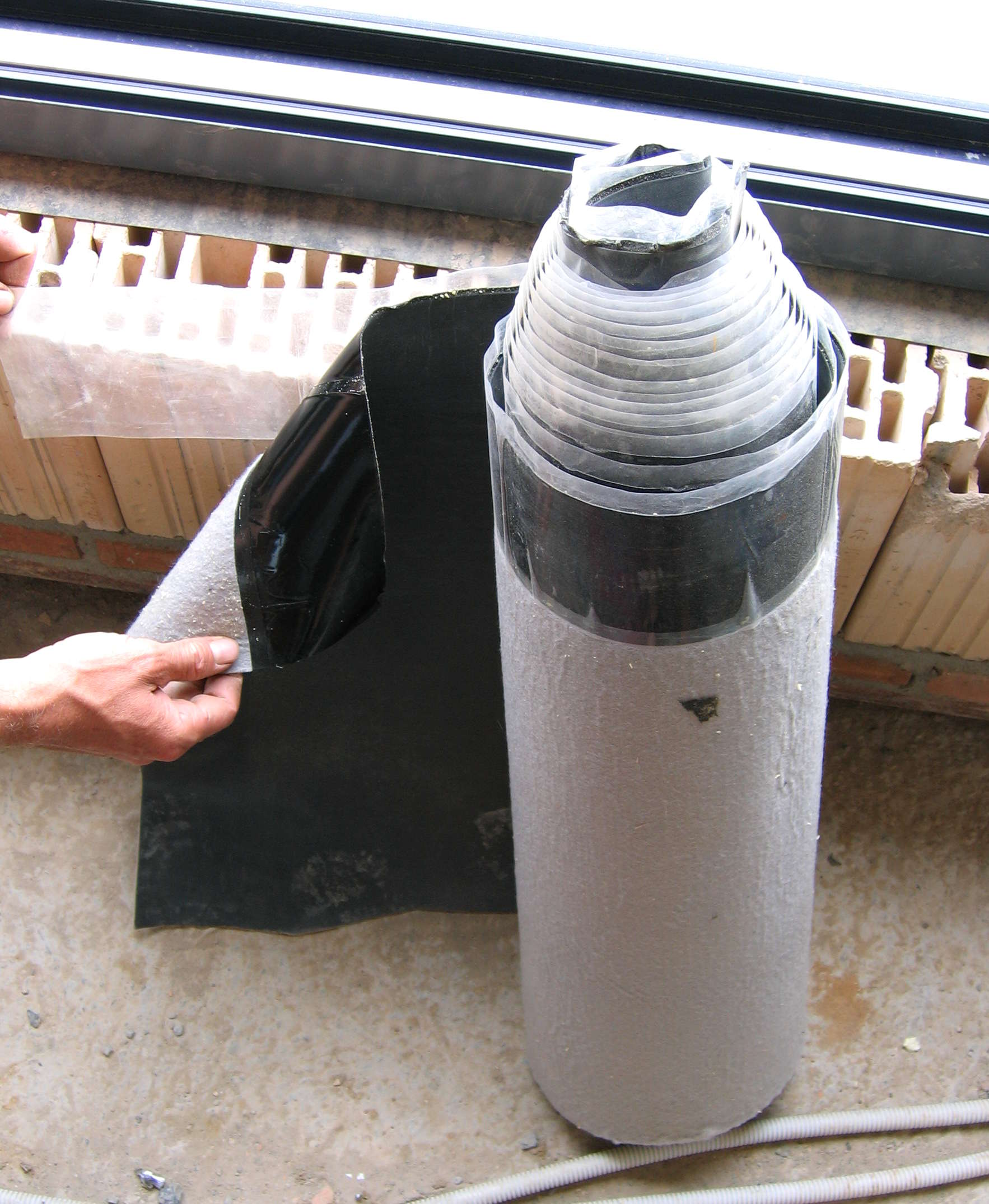
EPDM-Folie zur Abdichtung von Dächern

## Eigenschaften und Verwendung
Die Molekülstruktur mit gesättigter Hauptkette von EPDM führt zu Eigenschaften wie z. B. hoher Wetter- und Ozonresistenz sowie hoher thermischer Beständigkeit. Es wird wegen seiner guten chemischen Beständigkeit gegen polare Medien (Medien mit permanentem Dipolmoment, also ungleicher Ladungsverteilung im Molekül, wie z. B. Wasser oder Alkohol) unter anderem für verschiedene Dichtungen wie z. B. O-Ringe im Kontakt mit Wasser/Wasserdampf, Kühlflüssigkeiten sowie Säuren und Laugen eingesetzt. Die Beständigkeit gegenüber ebenfalls unpolaren Mineralölen oder Benzin ist hingegen schlecht („Gleiches löst sich in Gleichem“).
EPDM ist langfristig alterungsbeständig, resistent gegen UV-Strahlung und Ozon, witterungsbeständig, robust, begehbar, thermisch beständig und frostsicher sowie einfach und im Gebäudebereich brandsicher zu verarbeiten. Typische Anwendungen für den Werkstoff EPDM sind deshalb unter anderem Fensterdichtungen oder Türdichtungen an Fahrzeugen, Brems- und Kühlwasserschläuche, aber auch Formteile, Dichtelemente oder Förderbänder in der industriellen Produktion. Absorbermatten zur Schwimmbaderwärmung, die gegen chlorhaltiges Wasser resistent sind, wie auch hochwertige Teichfolien werden aus EPDM hergestellt. Es ist für diesen Einsatzzweck besonders geeignet, da es auch bei Kälte hochflexibel, UV-beständig und zudem langlebig ist. Auch in Haushaltsgeräten wie Wasch-/Spülmaschinen und als Dichtungen in Wasserarmaturen kommt EPDM zum Einsatz. EPDM ist aufgrund seiner hohen UV- und Ozonbeständigkeit für die ständige Anwendung im Freien geeignet. Ein großer Einsatzbereich sind weiterhin hochwertige Abdichtungsbahnen bzw. -planen für Neubauten oder Sanierungen im Gebäudebereich, z. B. für Flachdächer, Fassaden und die Bauwerksabdichtung. Eine weitere typische Anwendung von EPDM-Membranen ist die elastische Niederdruck-Gasspeicherung in Biogasanlagen.
EPDM als Material für Leitungen und Dichtungen eignet sich nicht für alle Einsatzgebiete:
- Mineralöle greifen EPDM an (EPDM ist darum etwa als Material für Leitungen oder Dichtungen im Kontakt mit Bremsflüssigkeit auf Mineralöl-Basis nicht geeignet).
- Kraftstoffe wie Benzin, Diesel und Kerosin lassen EPDM quellen; Leitungen und Dichtungen können beschädigt werden.
- Temperaturen über 135 °C verträgt das Material nicht.
- Unter −45 °C verliert EPDM seine Elastizität und wird empfindlich gegenüber mechanischen Einflüssen.

## Handelsübliche EPDM-Kautschuktypen
Gefertigt wird der Werkstoff heute in unterschiedlichen Varianten (Struktur, Lagenaufbau, Additive etc.) für unterschiedliche Bedarfe und Einsatzzwecke. Die Art und Menge der eingesetzten Komponenten verändern die mechanischen Eigenschaften und das Vulkanisationsverhalten des Polymers.
Handelsübliche EPDM-Kautschuke haben einen Ethylen-Gehalt von 45–75 Gew.-%. Polymere mit niedrigem Ethylengehalt (45–55 Gew.-%) sind amorph und haben die beste Kälteflexibilität. Mit steigendem Gehalt an Ethylen nimmt die Kristallinität zu (reines lineares Polyethylen ist hochkristallin). Ein EPDM mit mittlerem Ethylengehalt (55–65 Gew.-%) ist teilkristallin. Terpolymere über 65 Gew.-% Ethylen haben größere kristalline Bereiche und verhalten sich daher wie thermoplastische Elastomere; diese haben bereits im unvernetzten Zustand eine hohe Reißfestigkeit.
Der Dien-Gehalt kommerzieller Produkte liegt bei 0 (EPM) bis 12 Gew.-%, entsprechend einem Anteil von 0–16 Doppelbindungen pro 1000 C-Atome. Ein höherer Dien-Gehalt bewirkt eine höhere Vernetzungsgeschwindigkeit, höhere Festigkeiten und geringere bleibende Verformung (Druckverformungsrest). Die Alterungs- und Witterungsbeständigkeit nimmt dagegen mit steigendem Dien-Gehalt ab.

## Nachhaltigkeit
EPDM gilt als Material, das bei der Herstellung, Verarbeitung und Nutzung nur in geringem Maße belastend auf die Umwelt einwirkt. Es enthält keine flüchtigen Weichmacher oder Schadstoffe, die über die Nutzungsdauer freigesetzt werden könnten. So empfiehlt z. B. der BUND als Alternative zu PVC-haltigen Gartenschläuchen „Gartenschläuche aus dem ökologischen Ersatzmaterial Ethylen-Propylen-Dien-Kautschuk (kurz EPDM)“. Wesentliches Nachhaltigkeitsmerkmal ist die lange Nutzungsdauer des Werkstoffs, die z. B. im Gebäudebereich die Gesamtökobilanz im Vergleich zu anderen Materialien verbessert. Das Material kann wiederaufbereitet und z. B. für Bodenbeläge eingesetzt oder verbrannt werden.

## Weiterführende Literatur
- Fritz Röthemeyer, Franz Sommer: Kautschuktechnologie. Werkstoffe – Verarbeitung – Produkte. 3., neu bearb. und erw. Auflage. Carl Hanser Verlag, München 2013, ISBN 978-3-446-43776-0, S. 122–136, urn:nbn:de:101:1-2014082316050.
- Georg Abts: Einführung in die Kautschuktechnologie. 2., neu bearbeitete Auflage. Carl Hanser Verlag, München 2019, ISBN 978-3-446-45461-3, urn:nbn:de:101:1-2018122218223372300655.
- Stephan Engelsmann, Valerie Spalding, Stefan Peters: Kunststoffe in Architektur und Konstruktion. Birkhäuser, Basel 2012, ISBN 978-3-0346-0321-8, S. 66, urn:nbn:de:101:1-2016060311257 (Vorschau in der Google-Buchsuche [abgerufen am 1. November 2019]).